# Dalkarlsberg
Dalkarlsberg är en småort i Nora kommun. Invånarantalet var 93 år 2015, men var 345 personer år 1949. Samhället ligger i Vikers socken.

## Gruvorna
Gruvfälten i Dalkarlsberg tillhör de äldsta i landet, möjligen från 1100-talet. Det kan vara gruvorna i Dalkarlsberg som åsyftas med Västra berget i Magnus Erikssons privilegiebrev från 1340. De ingick i Nora bergslag. Från början fanns sju "grufvelag". Dessa sammanslogs till ett bolag år 1825, Dalkarlsbergs grufvebolag. År 1860 ombildades detta till aktiebolag, Dalkarlsbergs AB. År 1935 uppgick detta bolag i Stribergs Grufve AB. Gruvdriften lades ner år 1948.
Centralschaktet användes under åren 1907-1945, och från detta schakt uppfordrades den största delen av gruvornas malm. Flera gruvor var anslutna till detta schakt. På 1930-talet anlades Malms schakt (i folkmun: Bäckaskogsschaktet), eftersom det förelåg rasrisk i Centralschaktet. Malms schakt var det sista som användes inom området och var vid nedläggningen 550 meter djupt.
Man räknar med att 2,8 miljoner ton järnmalm togs upp ur gruvorna från 1784 fram till nedläggningen. Under gruvfältets storhetstid kring sekelskiftet 1900 var det i Nora bergslag endast Stribergs gruvor som hade en högre årsproduktion.
I slutet av 1970-talet revs många av byggnaderna som var direkt förknippade med gruvdriften, bl.a. anrikningsverket, laven vid Malms schakt och stationsbyggnaden.

### Dalkarlshyttan
Vid Dalkarlshyttan, belägen sydväst om gruvområdet, producerades tackjärn. Driften lades ned 1768. Efter att denna hytta nedlades transporterades järnmalmen till andra hyttor för vidare järnframställning.

### Lämningar efter gruvtiden
Hembygdsföreningen har iordningställt en gruvstig där man kan bese rester av byggnader, bl.a. betongfundamenten av anrikningsverk och gruvlave, gråbergs- och slagghögar m.m.
Mittemot smedjan står en klockstapel, vars klocka var försvunnen i ett antal år, men som nu är återbördad. Bredvid klockstapeln står två brytskivor. De användes vid uppfordring av malm, och satt i Malms lave som revs 1978.
Betongfundament till olika byggnader, t.ex. anrikningsverket, står kvar i terrängen. Det betongförseglade Centralschaktet kan beses. En transformatorstation står ännu kvar tämligen bibehållen.
Den smalspåriga Vikern–Möckelns Järnväg löpte genom området. Järnvägen invigdes 1873 men lades ner redan 1907. Spåret från Vikersvik upp till Dalkarlsberg behölls dock som Dalkarlsbergs Järnväg. Spåren är upprivna, men banvallen kan identifieras. Dalkarlsbergs Järnväg kom därför att bli en bibana från Nora–Karlskoga Järnväg. Den sistnämnda var dock normalspårig, varför omlastning av järnmalmen måste ske i Vikersvik. Resterna av det magnifika stationshuset, byggt av gråsten, finns kvar. Från början var denna byggnad ett järnmagasin, men kom att innehålla såväl tågexpedition, vänthall, post, telegraf, som en hatt- och mössaffär.
En 900 meter lång kanal går genom området. Den stod klar 1810 och gav vattenkraft åt stånggångar och pumpar. Kanalen förlängdes så sent som 1903.

## Byggnader

### Kruthus och smedja
På 1700-talet hade man gått över till att använda krut vid malmbrytningen. För att lagra krutet uppfördes år 1814 ett kruthus med 1,25 m tjocka stenväggar. Det är sedan år 2009 byggnadsminnesmärke.

Centralt i Dalkarlsberg ligger smedjan från 1820-talet. Den påbyggdes på 1860-talet med en snickarverkstad. Smedjan disponeras av Vikers hembygdsförening.

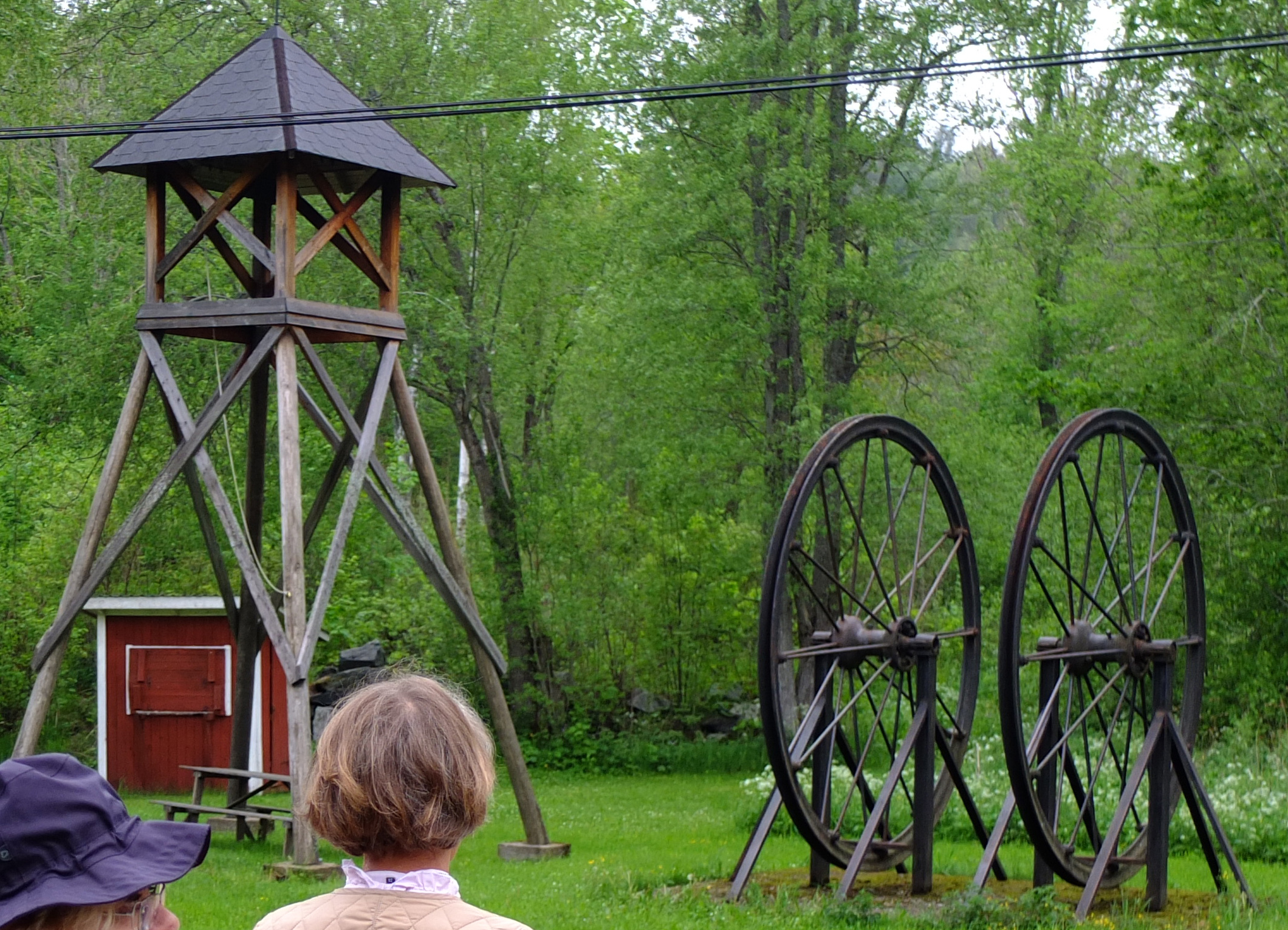
Klockstapel och brytskivor
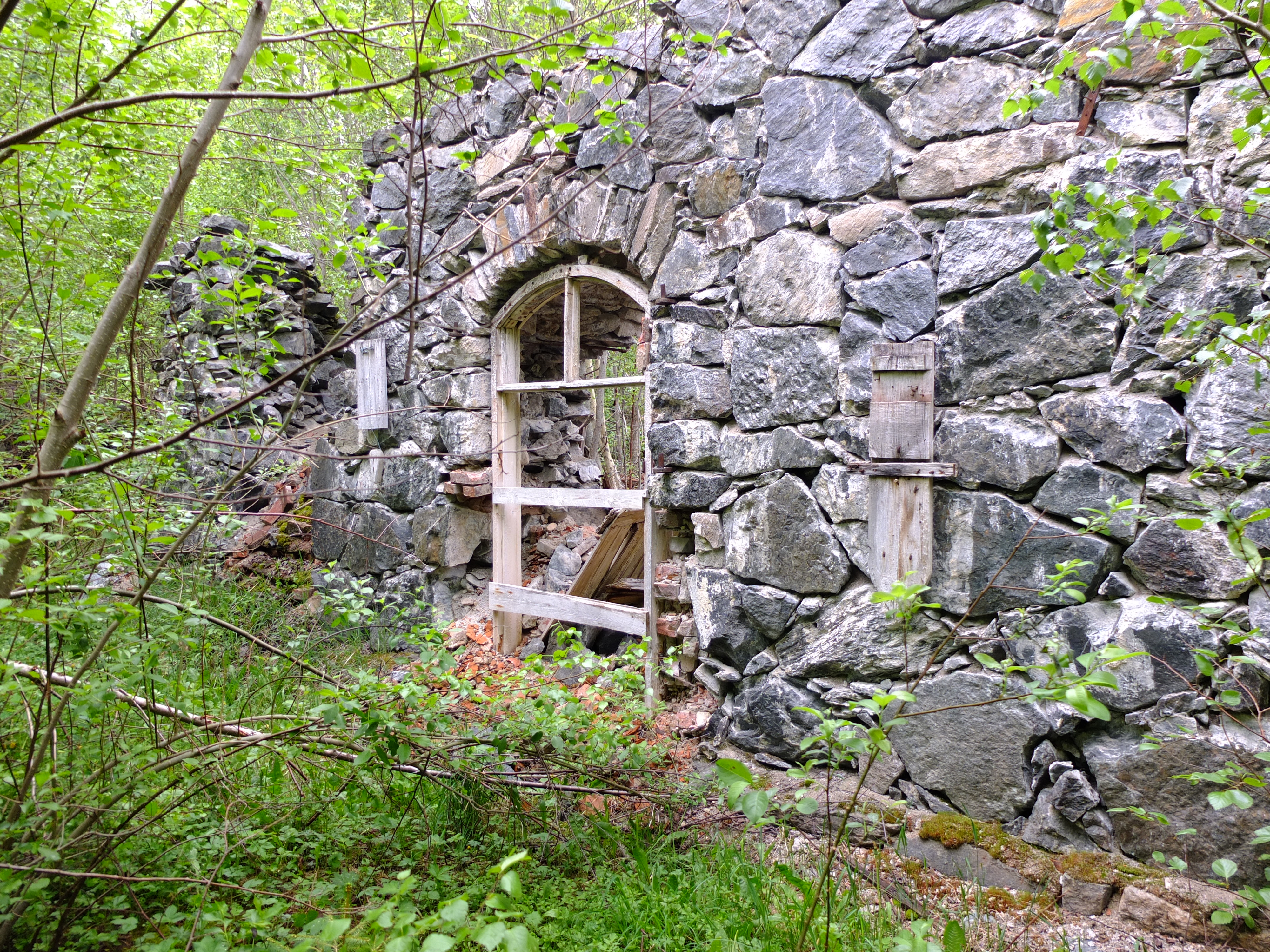
Järnvägsstation (ruin)
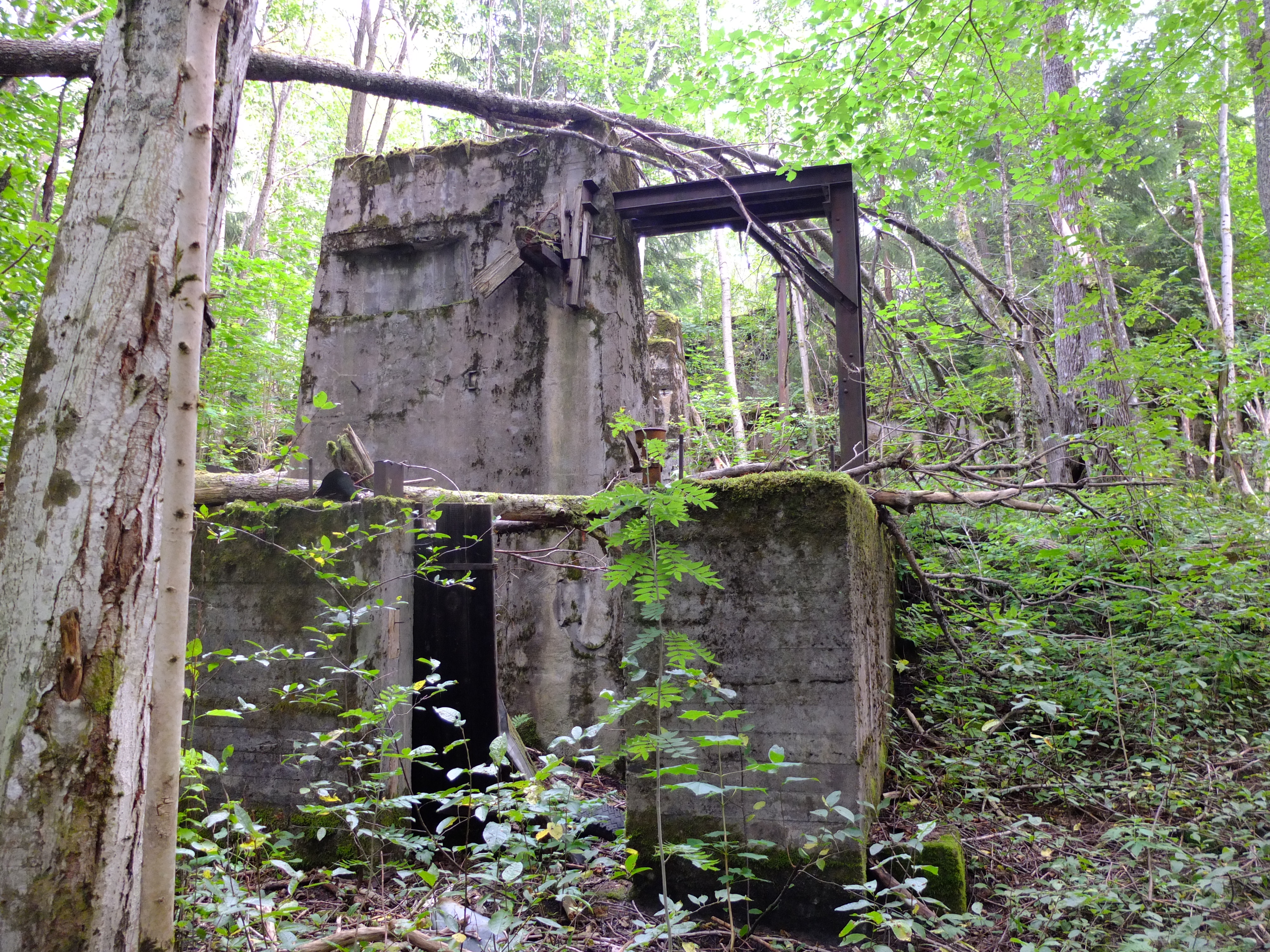
Anrikningsverksverket (ruin). Jämför svartvita fotot överst på sidan.
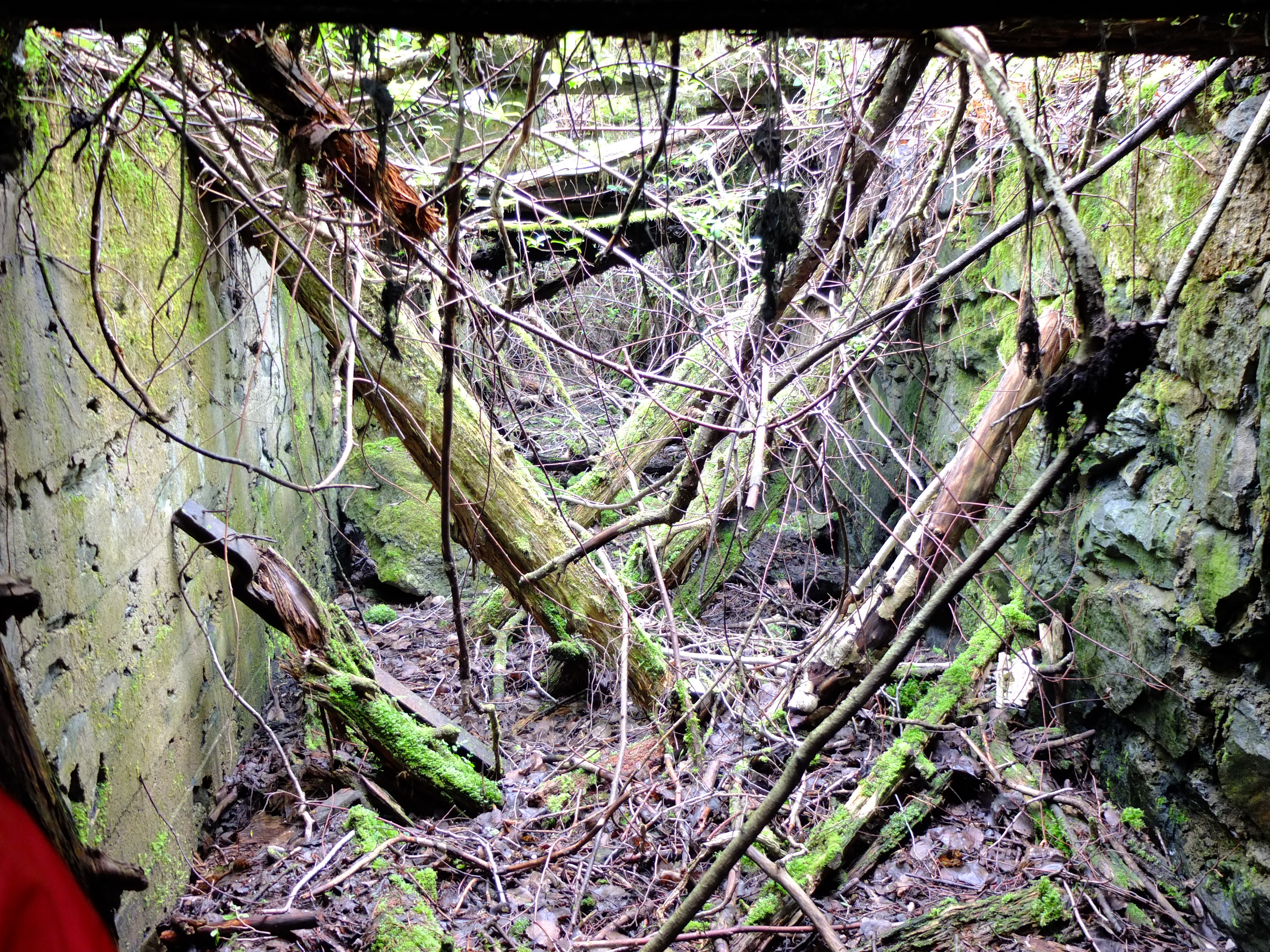
Sligtunnel. Här fylldes slig i järnvägsvagnar.
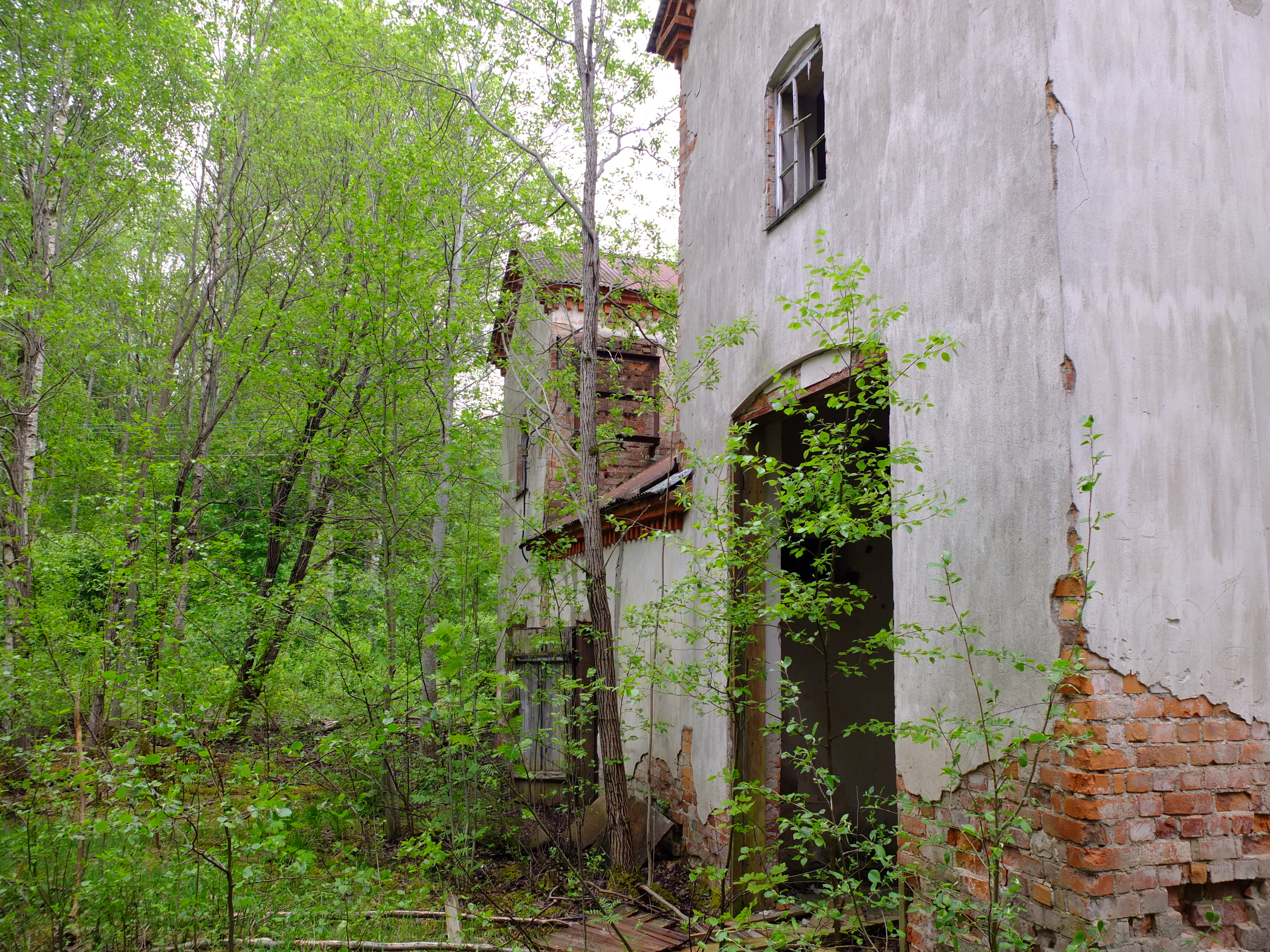
Transformatorstation, ruin. Jämför svartvita fotot överst på sidan.
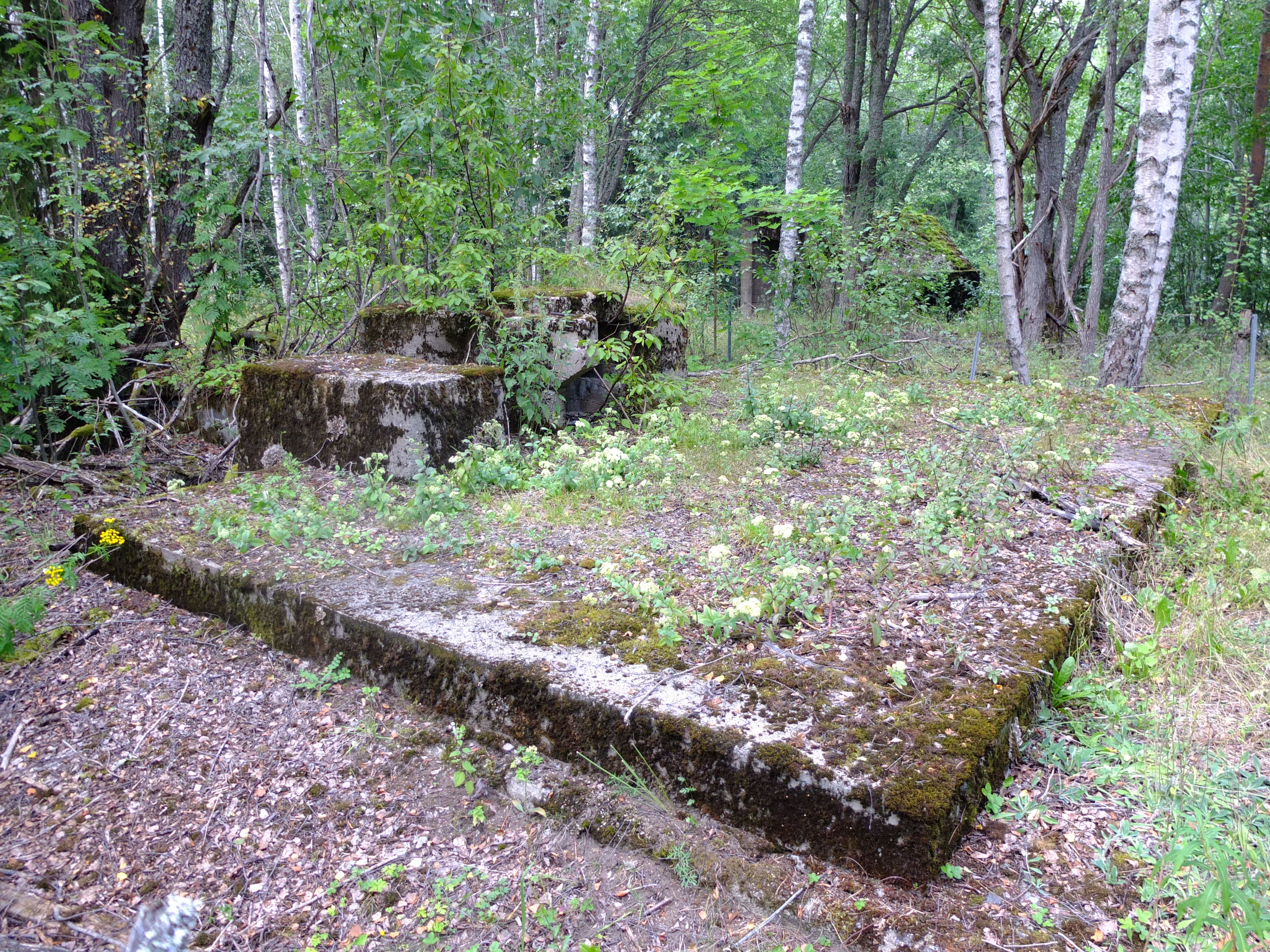
Centralschaktet (betongförseglat)
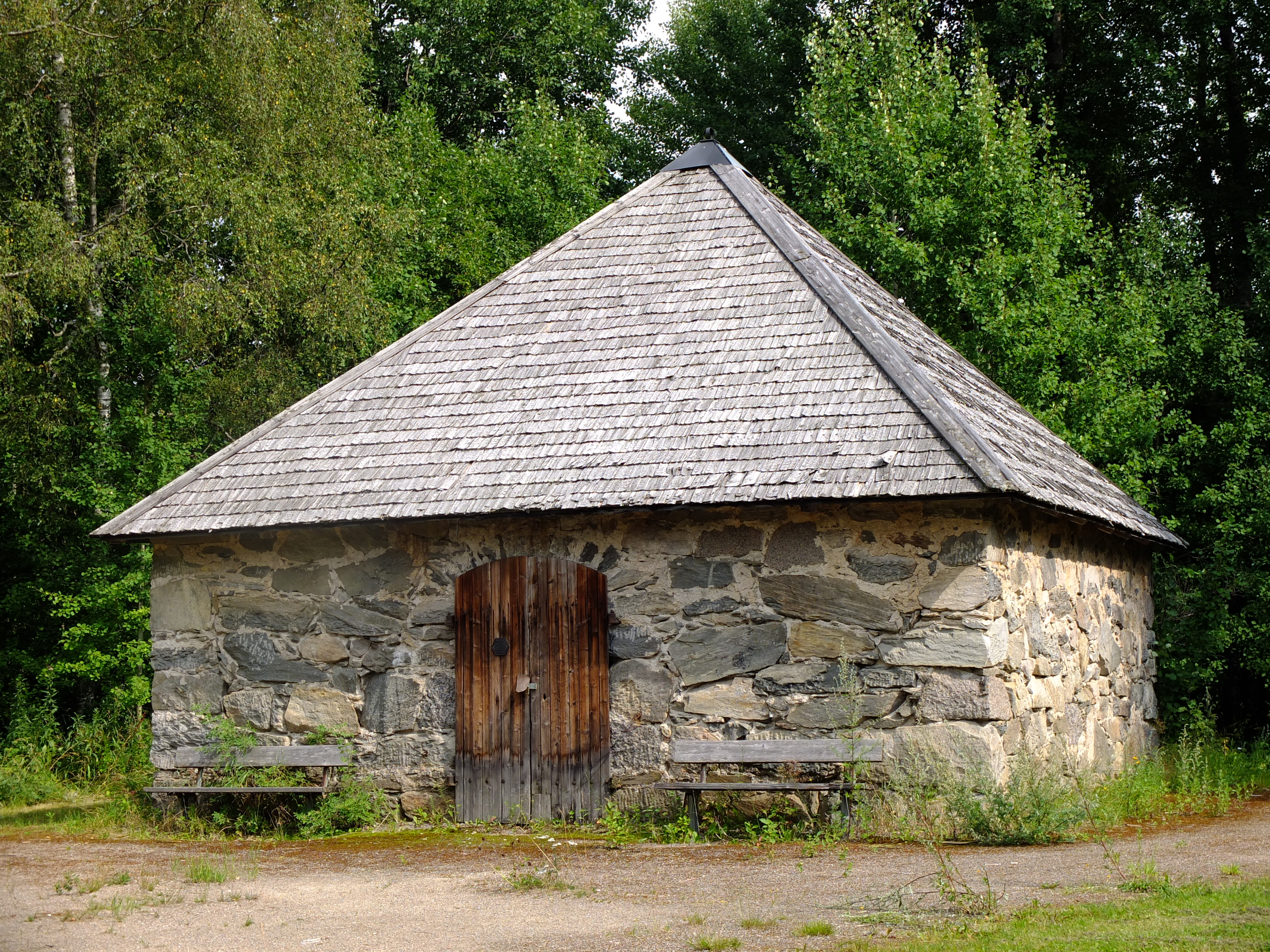
Kruthuset